# Sintagma nominal

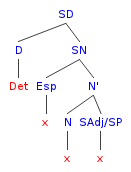
El sintagma nominal es habitualmente considerado como un complemento sintáctico o adjunto sintáctico del sintagma determinante.

En sintaxis, sintagma nominal es el sintagma o grupo de palabras que forma un constituyente sintáctico maximal, cuyo núcleo está constituido por un nombre (sustantivo, pronombre o palabra sustantiva) o pronombre (si no se considera el sintagma determinante). Usualmente designa alguno de los participantes en la predicación verbal.
Formalmente el sintagma nominal es un constituyente sintáctico endocéntrico, ya que sus propiedades combinatorias son idénticas a la de su núcleo, y el resto de propiedades sintácticas están determinadas por las características del núcleo. Por eso frecuentemente un SN puede ser substituido por su núcleo desnudo.

## Funciones
El sintagma nominal es un grupo de palabras cuyo núcleo es el nombre. El sintagma nominal casi siempre designa a alguno de los intervinientes en la predicación verbal o es un argumento requerido por una preposición (ver criterio-θ). En las oraciones transitivas de las lenguas nominativo-acusativas generalmente aparece algún SN destacado, que muchas veces tiene propiedades especiales, llamado sujeto de la oración. Con predicaciones asociadas a verbos transitivos o bitransitivos, la propia estructura semántica del verbo requiere la aparición de otros SN para designar los otros papeles temáticos o intervinientes requeridos por el verbo.
Tiene como núcleo un sustantivo o un pronombre, cuya presencia es imprescindible, aunque, a veces, puede ir acompañado por varios determinantes y complementos.
En la moderna teoría gramatical se considera que muchos de los que tradicionalmente eran considerados sintagmas nominales, en realidad son sintagmas determinantes siendo el núcleo de los mismos un artículo u otro tipo de determinante definido. Esto permite explicar la existencia aparente de oraciones donde se elimina un SN interno sin alterar la referencia de la oración:
Cómete la manzana / Cómetela.
Recoge todas tus cosas / Recógelas.
En las oraciones anteriores, si asumimos que la y todas son de hecho el núcleo del complemento verbal, no necesitamos explicar que las mismas palabras son determinantes y pronombres homófonos, sino que simplemente la forma breve o pronominal no es otra cosa que eliminar el complemento sintáctico del determinante.

## Sintagma nominal en español
En la siguiente lista se muestran todas las funciones posibles del SN en español. La gramática tradicional distinguía seis funciones o casos diferenciados de los SN sin enlace:
1. Este investigador trabaja en el Instituto (sujeto).
2. Martín tiene un golondrino molestísimo (objeto directo).
3. Carla es una profesora extraordinaria (atributo).
4. Felipe de Borbón, Príncipe de Asturias, se casará cuando le dé la “real” gana (adyacente nominal en aposición).
5. Compañeros del metal, si permanecemos unidos, no podrán con nosotros (vocativo).
6. Esta mañana me he levantado a las once y media (complemento circunstancial).
7. Andrés cuidará de un hámster toda la semana (complemento circunstancial).

Cuando se consideran enlaces, el SN puede desempeñar ocho funciones más:
1. El novio de Isabel es feísimo (Complemento del nombre o adyacente nominal).
2. Aquella es rubia de bote (Complemento del adjetivo).
3. Federico vive cerca del Instituto (Complemento del adverbio).
4. Algunos odian a sus profesores (Complemento directo).
5. ¿Le diste los euros al Delegado? (Complemento indirecto).
6. En esta clase pasan cosas raras (Complemento circunstancial).
7. El pacto de Estella fue firmado sólo por los partidos nacionalistas (Complemento agente).

### Análisis tradicional y generativista
En expansión máxima, un análisis tradicional de la estructura del sintagma nominal en español es la siguiente:
Predeterminante + Determinante actualizador + Determinante cuantificador + Adjetivo en función de adyacente + Sustantivo o equivalente en función de núcleo + 1.º adjetivo en función de adyacente o 2.º Sustantivo o sintagma nominal en función de aposición o 3.º Sintagma preposicional en función de complemento del nombre o 4.º Proposición subordinada adjetiva en función de adyacente.
Pueden verse todas estas funciones en el siguiente ejemplo:
Todos los muchos fríos whiskies dobles de color acaramelado marca "Juanito paseante" que me he bebido.
donde:
Todos: predeterminante, función cuantificador.
Los: determinante, función actualizador.
Muchos: determinante, función cuantificador.
Fríos: adjetivo, función adyacente.
Whiskies:sustantivo, función núcleo.
Dobles:adjetivo, función adyacente.
De color acaramelado: sintagma preposicional, función complemento del nombre.
Marca "Juanito paseante": sintagma nominal, función aposición especificativa
Que me he bebido: proposición subordinada adjetiva especificativa, función adyacente.
El análisis generativista considera que los cuantificadores, determinantes y prederterminantes, no forman parte del sintagma nominal, que sería solo el complemento sintáctico obligatorio de un sintagma determinante. De acuerdo con el análisis generativista, los determinantes y cuantificadores forman de hecho el núcleo sintáctico de otros tipos de sintagma como el sintagma determinante y el sintagma cuantificador.

### Complementos del sintagma nominal
El núcleo de un sintagma nominal puede ir acompañado de sintagmas que lo complementan y se llaman complemento de núcleo o nombre. Pueden ser: un Sintagma Adjetival (SA), una Oración Subordinada, un Sintagma Preposicional (SPrep) o un Sintagma Nominal en Aposición (SN en Aposición).

## Abreviaturas
- SN sintagma nominal,
- SD sintagma determinante,
- SV sintagma verbal,
- N núcleo sintáctico: nombre, adjetivo o pronombre,
- V verbo,
- P preposición,
- C complemento sintáctico (complemento),
- CD complemento directo
- CI complemento indirecto
- CP construcción preposicional
- D determinante